# Castro von Yecla la Vieja

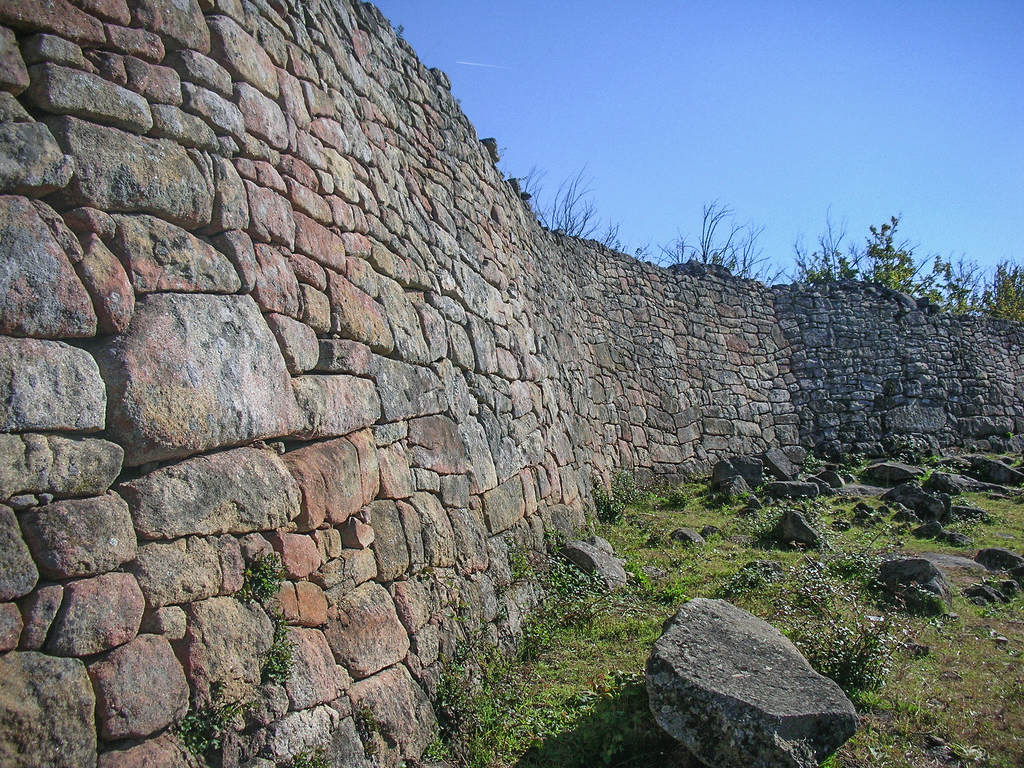
Die Mauer von Castro Yecla la Vieja

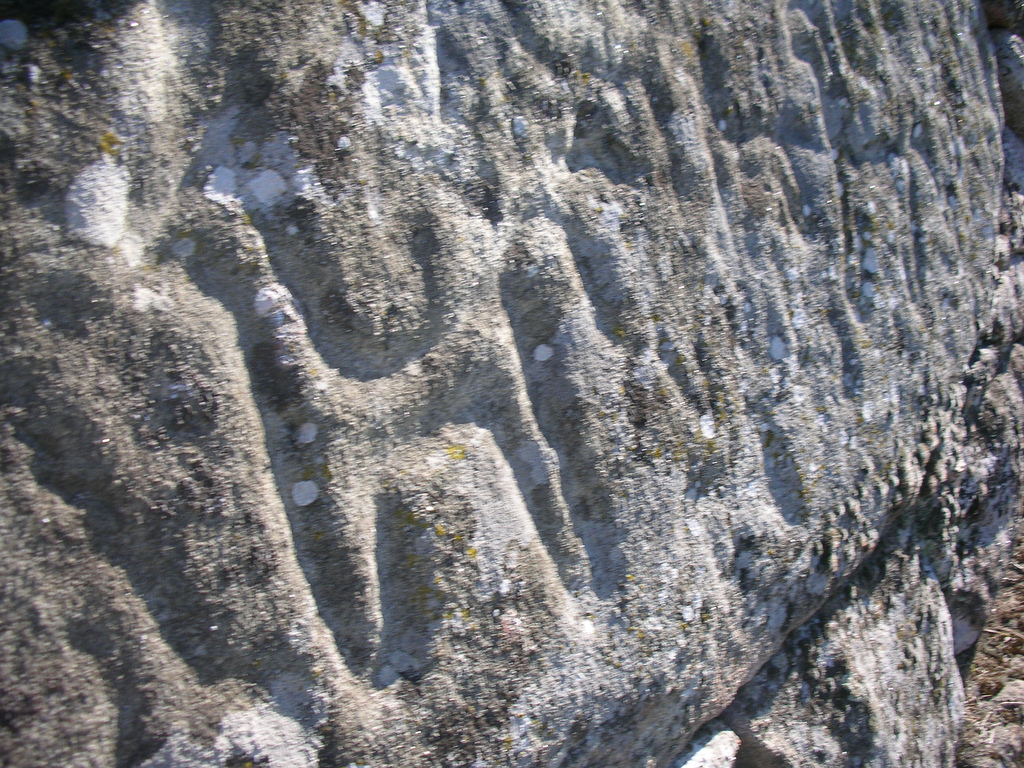
Petroglyphen

Das Castro von Yecla la Vieja ist eine vorrömische Befestigung der keltischen Vettonen in der Provinz Salamanca in der spanischen Region Kastilien und León. Es liegt einen Kilometer südlich von Yecla de Yeltes, und 20 Kilometer östlich der Grenze zu Portugal, auf einem Felsvorsprung über dem Bach Varlaña. 
Die etwa fünf Hektar große archäologische Stätte wird durch eine dicke, gut erhaltene Mauer und weitere Verteidigungsanlagen eingefasst. An der Westseite der Anlage liegen außerhalb der Mauern mehrere Bereiche mit Cheval de Frise, vertikal in den Boden eingelassenen Steinen. Sie sind möglicherweise zum Schutz vor Angriffen gesetzt worden, denn hier liegt die offene Seite der Befestigung. 
Der Ursprung des Castros geht ins 5. Jahrhundert v. Chr. zurück. Es wurde dann von der römischen Zeit bis ins Hochmittelalter genutzt. Nach der Aufgabe der Anlage errichteten die katholischen Könige auf dem Gelände der Burg eine Kapelle, die noch immer in Nutzung ist. 
Neben der Mauer sind die Petroglyphen hervorzuheben, die viele der Steine schmücken. Es handelt sich in der Regel um die Darstellung von Pferden, einige davon mit Reitern.